# Commissaire d'exposition
Pour les articles homonymes, voir Commissaire et Curateur.
 (août 2019).
Si vous disposez d'ouvrages ou d'articles de référence ou si vous connaissez des sites web de qualité traitant du thème abordé ici, merci de compléter l'article en donnant les références utiles à sa vérifiabilité et en les liant à la section « Notes et références ».
Un commissaire d'exposition est une personne qui conçoit une exposition (artistique, historique, scientifique, etc.) et en organise la réalisation. Ce terme tend à être remplacé par celui de curateur ou de curatrice, (anglicisme dérivé de curator, également utilisé comme tel dans certaines sources francophones).

## Missions et fonctions

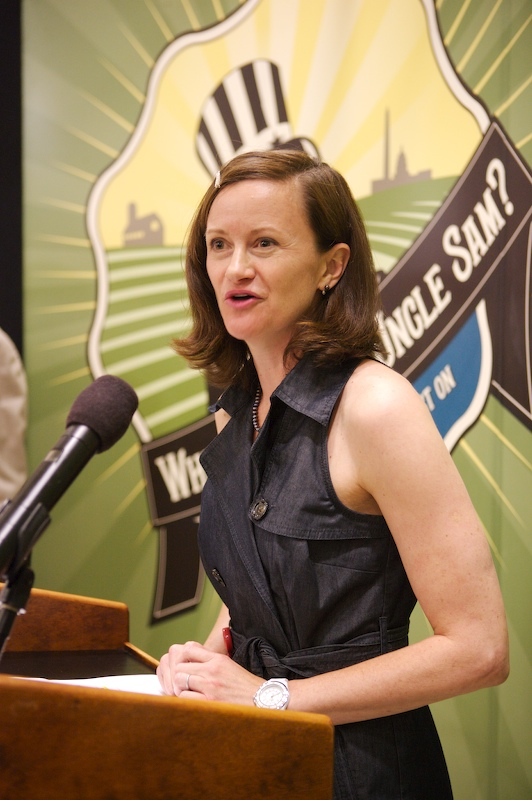
Alice Kamps, commissaire de l'exposition What's Cooking, Uncle Sam? au National Archives Building à Washington en 2011, lors de la présentation de l'évènement.

### Description générale
Le commissaire d'exposition est une personne physique ou un groupe de personnes, chargé de la conception et de l'organisation d'une exposition temporaire, artistique ou non, que ce soit une exposition monographique ou de groupe.
Le commissaire d'exposition détermine le choix des pièces présentées, la problématique ou la thématique de l'exposition, la mise en espace des œuvres dans le lieu accueillant le projet ainsi que leur restitution auprès des publics sous toutes formes de diffusion, effectue les choix relatifs au catalogue et y rédige, souvent, des textes (au moins une présentation générale).
Il est donc considéré comme l'auteur de l'exposition.
Le commissaire d'exposition travaille avec des institutions publiques (musées d'art, centres d'art contemporain, FRAC, bibliothèques, archives), des organisations privées (galeries d'art, foires d'art contemporain, maisons de ventes aux enchères, fondations d'art contemporain, entreprises) ou des collectivités territoriales (dans le cadre de biennales, festivals ou événements divers). Le commissaire d'exposition peut exercer sa fonction de manière salariée en étant rattaché à une institution, souvent en tant que conservateur des collections. Il peut aussi intervenir indépendamment de ces structures, pour des missions de programmation à plus ou moins longue durée. Il est alors commissaire d'exposition indépendant.

### Évolutions récentes de la fonction en France
Depuis 1987, des formations spécialisées, dites « curatoriales », ont vu le jour en France.
Le nombre de commissaires d'exposition s'élève à environ huit cents en 2009 selon une enquête nationale.
En 2007, est créée l'association Les Commissaires d'Exposition Associés (C-E-A), qui a pour objet de constituer une plateforme de réflexion, de promotion et d'organisation d'activités autour de l'identité professionnelle du commissaire d'exposition en ce qui concerne l'art contemporain.
De mai à octobre 2008, une enquête sociologique a été menée sur les commissaires d'exposition d'art contemporain exerçant en France. Elle a permis de révéler qu'il y a au moins autant de commissaires d'exposition d'art contemporain en France que de conservateurs du patrimoine toutes spécialités confondues. Elle confirme ainsi l'augmentation du nombre des intermédiaires dans le monde de l'art contemporain français depuis les années 1980 et le développement d'une position nouvelle dans le champ de l'art contemporain.
Le décret relatif à la nature des activités et des revenus des artiste-auteurs (n° 2020-1095 du 28 août 2020) permet aux commissaires d'exposition exerçant leur activité en indépendant de s'affilier au régime social des artistes-auteurs. L'instruction ministérielle du 12 janvier 2023 (n°DSS/5B/DGCA/2023/6 (DSS/DGCA) vient préciser les modalités d'application du décret. Elle précise les revenus tirés d'activités artistiques relevant de l'article L.382-3 du code de la sécurité sociale.

### Associations liées à la fonction de commissaire, dans le domaine de l'art contemporain
- L'International Association of Curators of Contemporary Art (en allemand Internationale Kunstausstellungsleitertagung, IKT) fonctionne comme un réseau international de professionnels travaillant dans le champ de l'art contemporain depuis 1973[10].
- L'Independent Curators International (ICI), organisation établie à New York depuis 1975, se présente comme une plateforme de réflexion sur les activités de commissaire d'exposition indépendant dans le monde entier. ICI facilite également l'échange d'idées et la transmission des compétences, ainsi que la collaboration entre commissaires de différents pays, par l'intermédiaire d'expositions itinérantes, de conférences et de programmes de formation professionnelle.
- L'Association of Art Museum Curators (AAMC), dédiée aux commissaires d'exposition rattachés à une institution, a été fondée à New York en 2001.
- Les Commissaires d'Exposition Associés (C-E-A) est une association professionnelle fondée à Paris en 2007 qui conduit une action d'information et de promotion sur l'activité de commissaire d'exposition en art contemporain sur le territoire français et vers l'international. L'association entend mener toute action susceptible de mieux circonscrire cette activité, de mieux cerner ses différents besoins et ses modalités d'exercice afin de développer des opportunités de travail, de mettre en place des actions, de structurer la profession et ainsi définir un cadre de soutien adapté. Une de ses préoccupations premières est en effet la reconnaissance sociale et fiscale du commissariat d'exposition[6],[11]. À ce titre, l'association publiait en 2024 un modèle de contrat à destination des indépendants pour cadrer les cessions de droits d'auteur[12]. Ce contrat a été réalisé avec l'appui de l'avocat spécialisé dans le droit d’auteur Alexis Fournol[13].
- La Finnish Society for Curators (en finnois Suomen Kuraattorien Yhdistys, SKY) a été fondée à Helsinki en 2008.
- La Norwegian Association of Curators (en norvégien Norsk Kuratorforening) a été fondée à Oslo en 2011.
- Curators Anonymous est une association non-affiliée fondée en Belgique en 2019.